# Berlinese
Il berlinese, anche detto berliner o midi, è un formato di stampa dei giornali, con pagine normalmente di dimensioni 470 mm × 315 mm. Il formato berlinese è leggermente più grande in altezza e larghezza rispetto ai formati tabloid e compact, mentre è di dimensioni minori rispetto al formato broadsheet.

## Il berlinese nel mondo

### Europa
Il Berlinese viene adottato nei seguenti Paesi europei:
- In Belgio: De Morgen e Le Soir (dal 15 novembre 2005);
- Nella Città del Vaticano: il quotidiano L'Osservatore Romano.
- In Francia i quotidiani Le Figaro, Le Monde e Les Échos (quest'ultimo dal settembre 2003);
- In Germania escono, a livello nazionale, in formato berlinese solamente due quotidiani: il Die Tageszeitung ed il Junge Welt (quest'ultimo dal 2004); a carattere interregionale sono centinaia i quotidiani diffusi in questo formato, uno tra tanti, il Donaukurier ("Corriere danubiano").
- In Italia solo La Repubblica è nata in formato berlinese. Ma, dopo il 2000, la maggior parte dei quotidiani nazionali ha lasciato il formato lenzuolo per passare a questo formato: La Gazzetta dello Sport, Il Giornale, Libero, Il Fatto Quotidiano, L'Unità, La Stampa, Il Gazzettino, L'Eco di Bergamo (quest'ultimo dall'ottobre 2010) e L'Unione Sarda dal 25 gennaio 2014. Dal 29 gennaio 2013 il formato berlinese viene adottato anche da Il manifesto. Dal 24 settembre 2014 il Corriere della Sera ha adottato il Berlinese a sei colonne.
- The Guardian nel Regno Unito (dal 12 settembre 2005);
- El País ed El Mundo in Spagna.
- In Croazia i quotidiani Slobodna Dalmacija, Jutarnji List e Večernji list

I maggiori quotidiani di Serbia (Politika) e Montenegro (Vijesti), sono in formato berlinese.

### Americhe
Il berlinese è una novità per il mercato americano: il 16 aprile 2006 è stato adottato dal brasiliano Jornal do Brasil di Rio de Janeiro (che però nel 2010 ha abolito l'edizione cartacea), mentre il 31 luglio dello stesso anno è uscito in questo formato il Journal and Courier di Lafayette, negli Stati Uniti.

### Asia
Il quotidiano israeliano Haaretz ha adottato il berlinese il 18 febbraio 2007.
Il quotidiano economico Mint, nato dalla collaborazione tra l'editore indiano Hindustan Times Media Limited (HTML) e The Wall Street Journal, è stato lanciato in formato berlinese il 1º febbraio 2007. Anche il gruppo India Today ha formato una joint venture con il britannico Daily Mail, per un giornale in formato berlinese che è stato lanciato alla fine del 2007.